# Ambasada Senegalu w Polsce

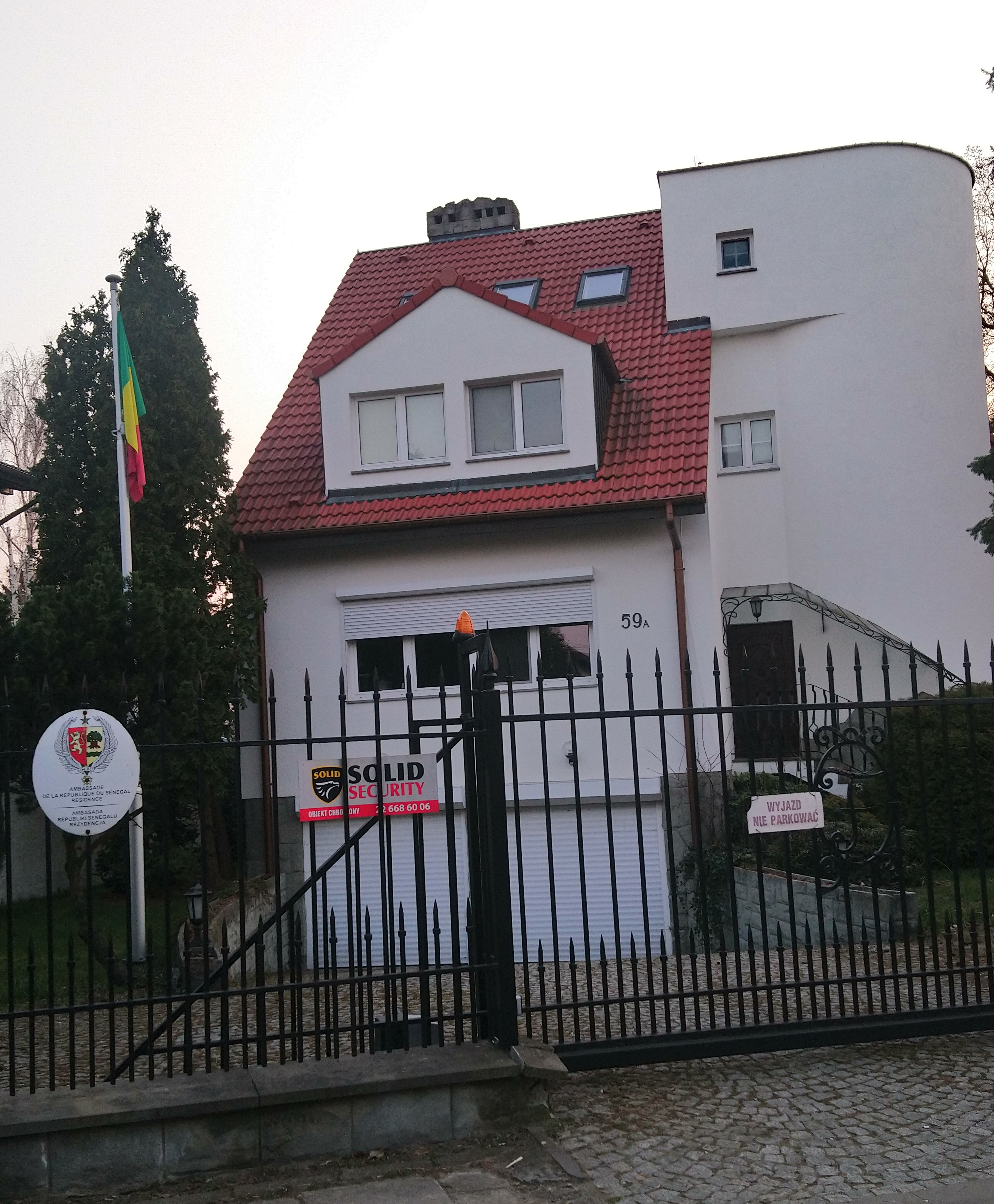
b. siedziba Ambasady Senegalu przy ul. Biedronki 59A w Warszawie

Ambasada Senegalu w Polsce, Ambasada Republiki Senegalu (fr. Ambassade de la République du Sénégal en Pologne) – placówka dyplomatyczna Senegalu mieszcząca się w Warszawie.

## Historia, siedziba
Stosunki dyplomatyczne pomiędzy Polską a Senegalem nawiązano w 1963. Przez szereg lat kraj ten był reprezentowany przez swoją ambasadę z siedzibą w Bonn przy Argelanderstraße 3 (2001-2004), następnie w Berlinie przy Dessauer Straße 28/29 (2004-2014). W 2015 uruchomiono ambasadę w Warszawie przy ul. Biedronki 59A, następnie przy ul. Biedronki 63. Obecnie przy ulicy  Janczarów 2B.